# Logone
Le Logone est une rivière d'Afrique centrale drainant une partie du grand bassin endoréique du lac Tchad. Avec le Bahr Sara, le Logone est le principal affluent du Chari.
Le Logone sert sur la dernière partie de son cours à partir du marais toupouri de frontière entre le Cameroun et le Tchad.

## Géographie

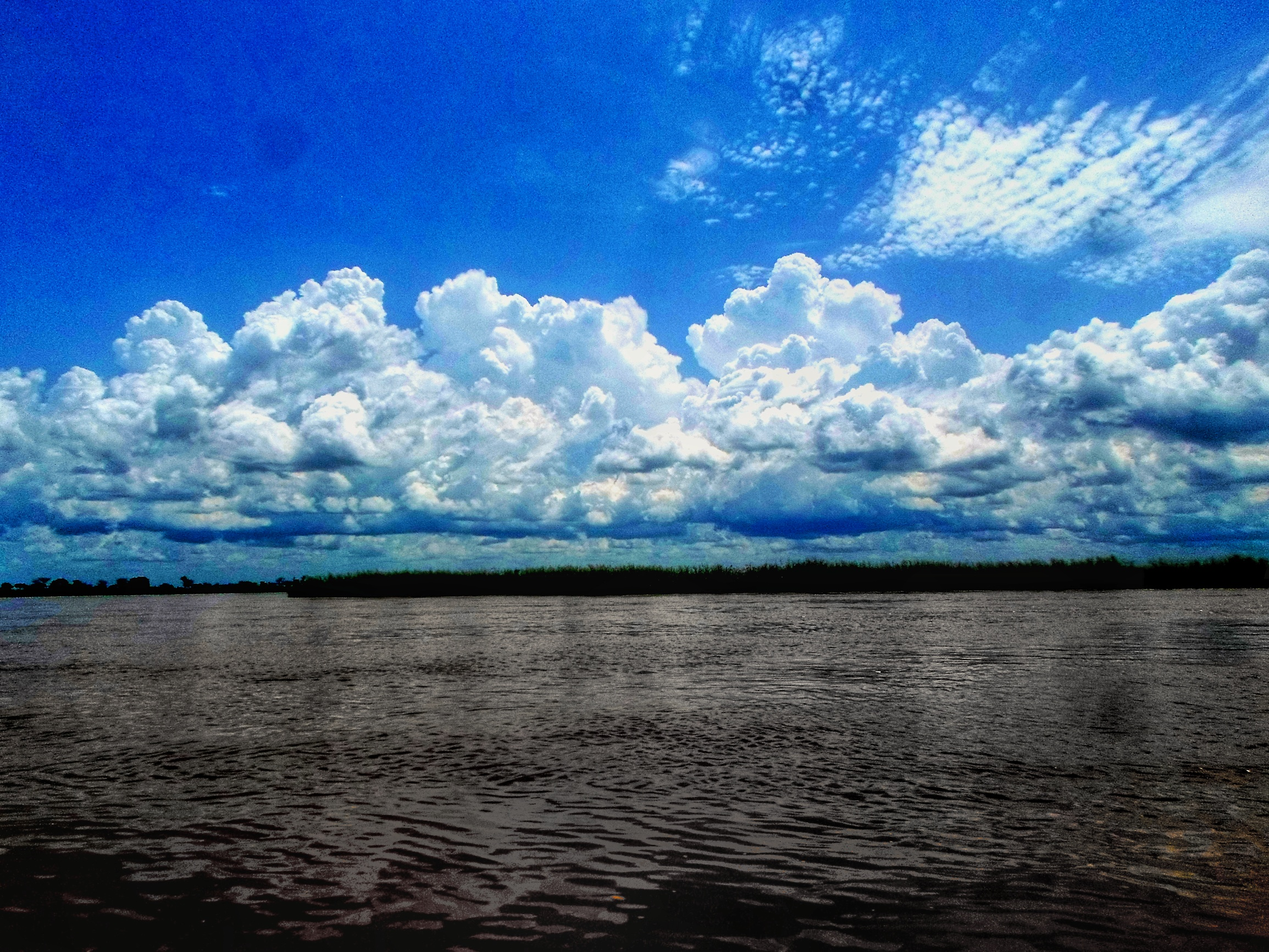
Le Logone à la frontière entre le Cameroun et le Tchad. Janvier 2013.

La source du Logone est située dans le massif de l'Adamaoua.
Formé de la Vina (entièrement camerounaise) et de la M'Béré (frontière entre le Cameroun et la Centrafrique puis le Tchad), le Logone se jette dans le Chari en rive gauche à N'Djaména après avoir traversé la république du Tchad.
En raison de sa pente faible en aval de Laï, le Logone alimente en période de crue le marais toupouri. En amont de Bongor, une partie des eaux quitte alors le bassin du Tchad en se dirigeant vers l'ouest pour former le Mayo Kébi, sous-affluent du Niger.
Le Logone traverse les villes de Bongor, Laï, Kousséri et N'Djaména, la capitale tchadienne, à sa confluence avec le Chari.
Les principaux affluents du Logone sont la Tandjilé, le Mbéré et la Pendé.

## Hydrologie
Le débit de la rivière a été observé pendant 39 ans (1948-1986) à Bongor, ville du Tchad située un peu en aval de la confluence de la Pendé, à quelque 450 kilomètres de son confluent avec le Chari à N'Djaména. À noter que dans ce secteur Bongor-N'Djaména, le débit du cours d'eau diminuera sous l'effet des infiltrations et de l'intense évaporation, non compensées par l'apport de nouveaux affluents suffisamment abondants.
À Bongor, le débit annuel moyen ou module observé sur cette période a été de 492 m3/s pour une surface prise en compte de 73 700 km2, soit la plus grande partie du bassin versant de la rivière. Son débit final est de l'ordre de 400 m3/s à N'Djaména.
La lame d'eau écoulée dans le bassin est dès lors à 210 mm par an.

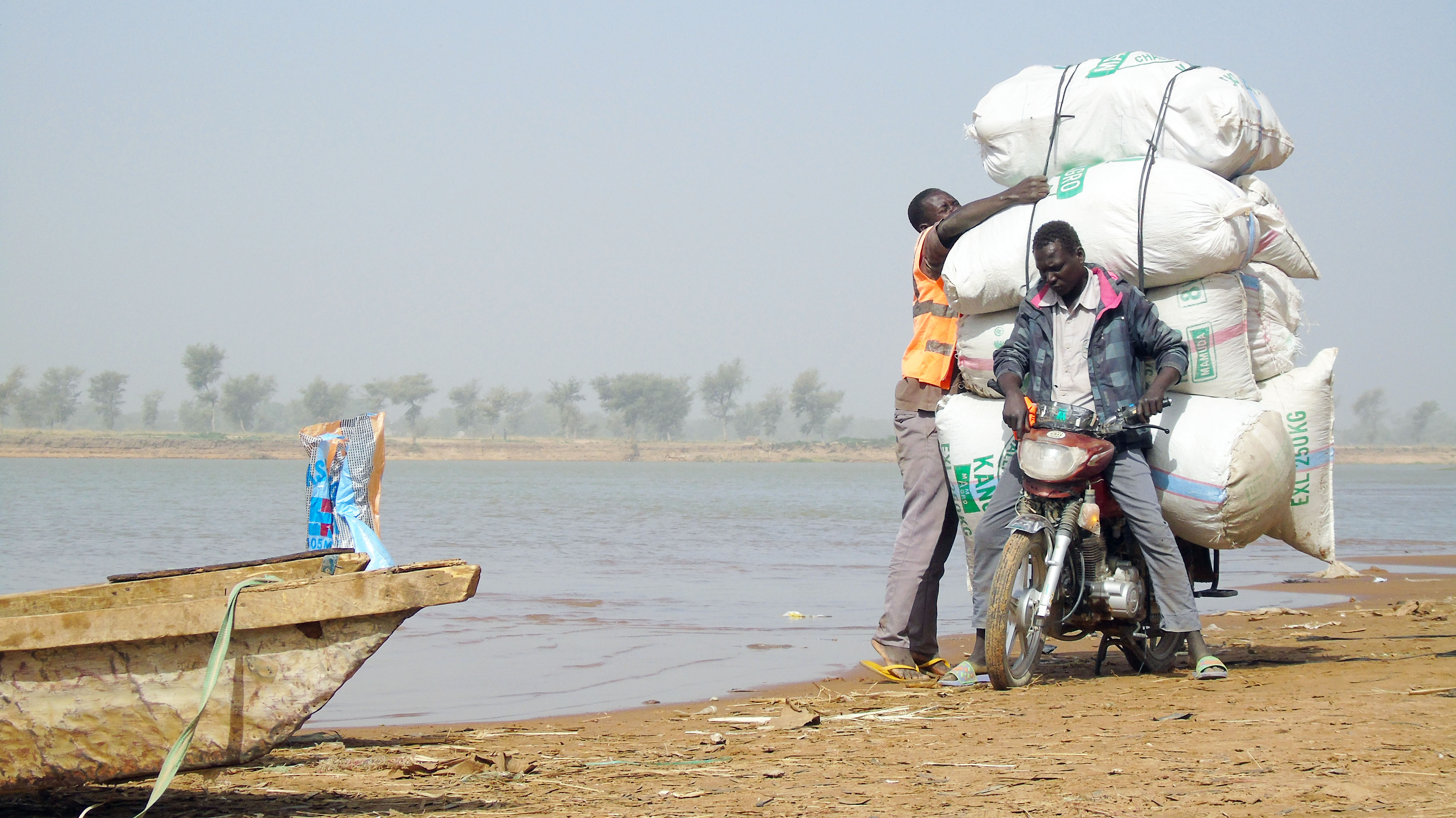
Mototaxi
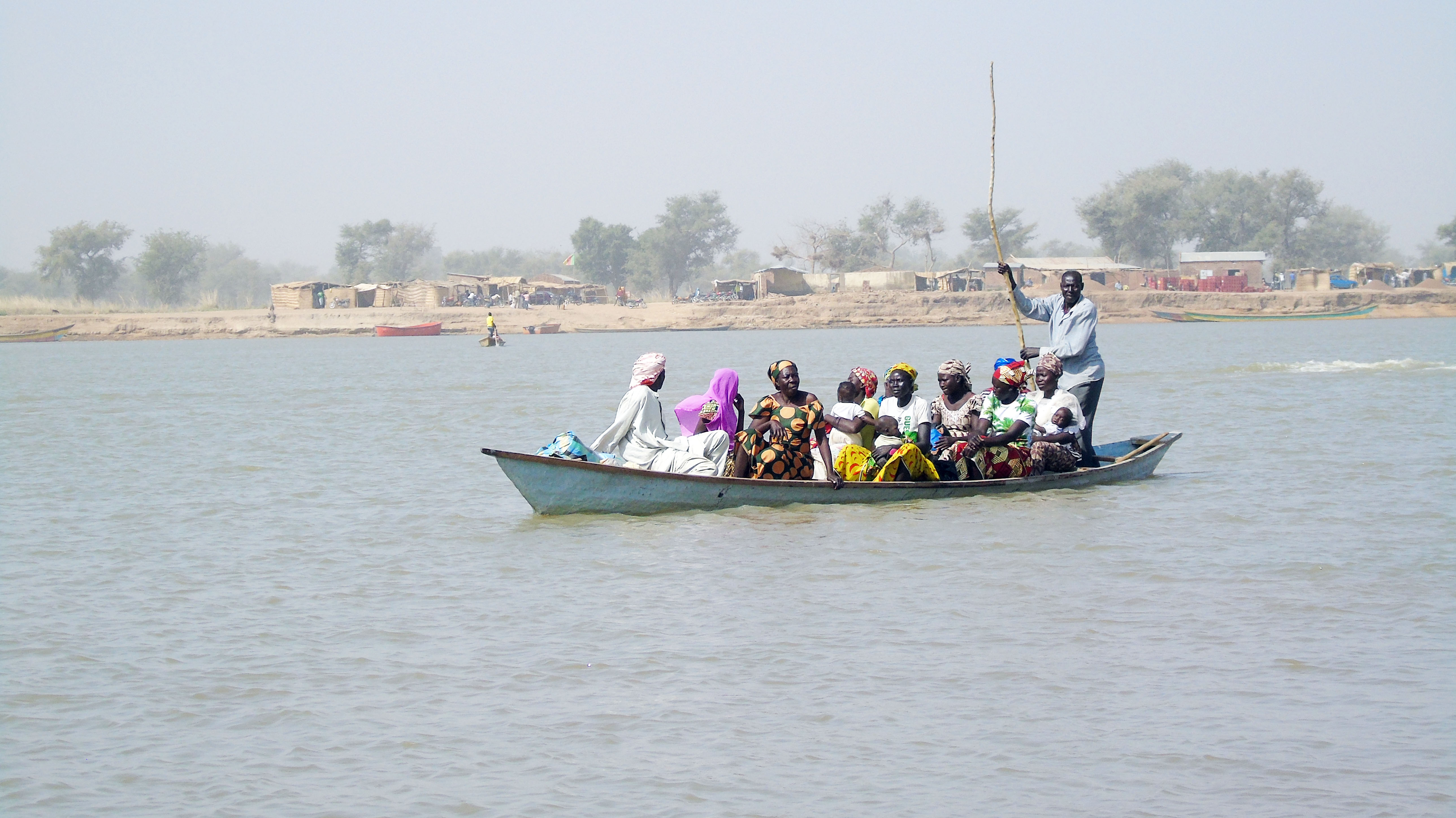
Pirogue
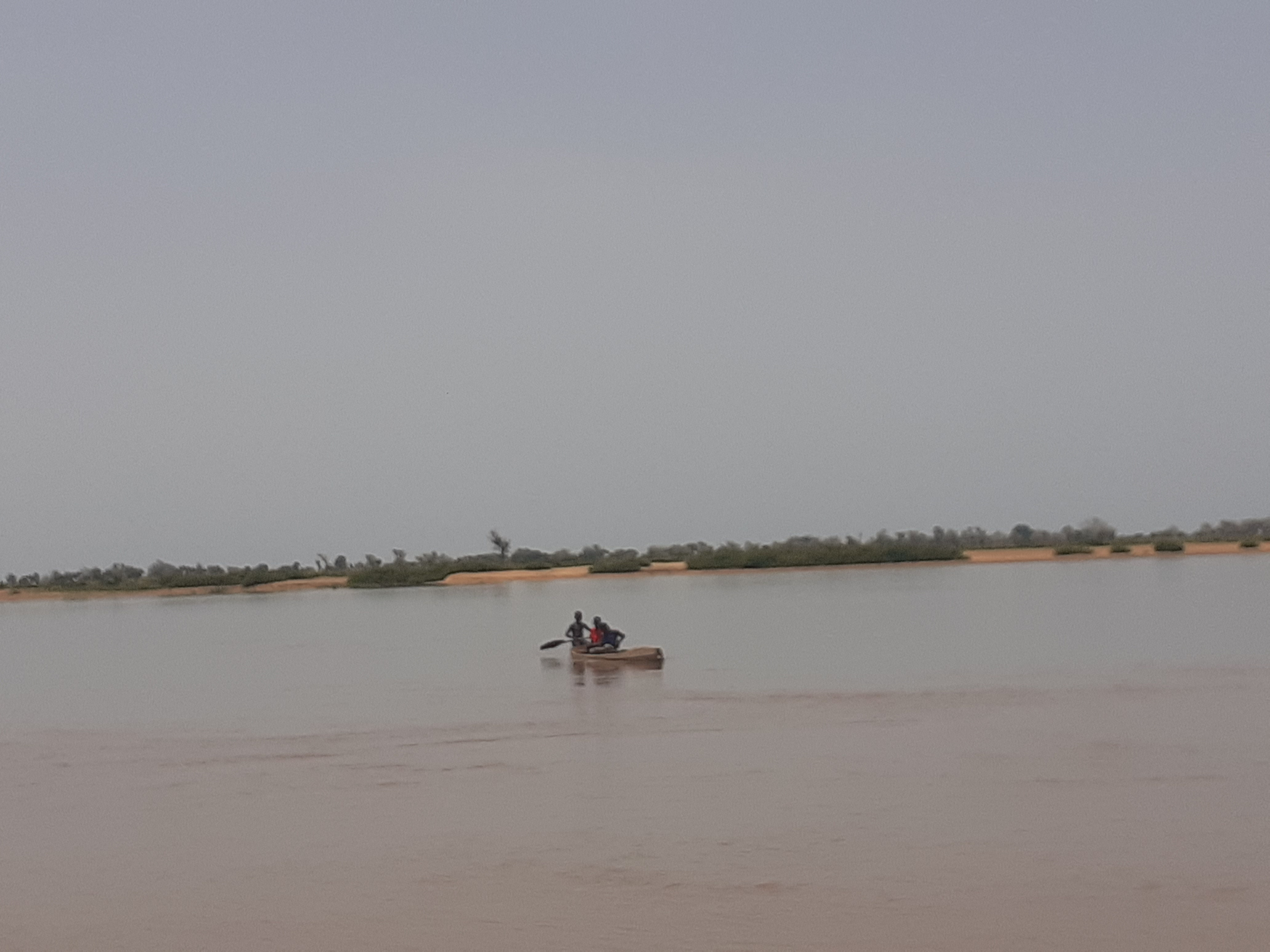
Pirogues vers le rivage en face de Zébé Marao Cameroun
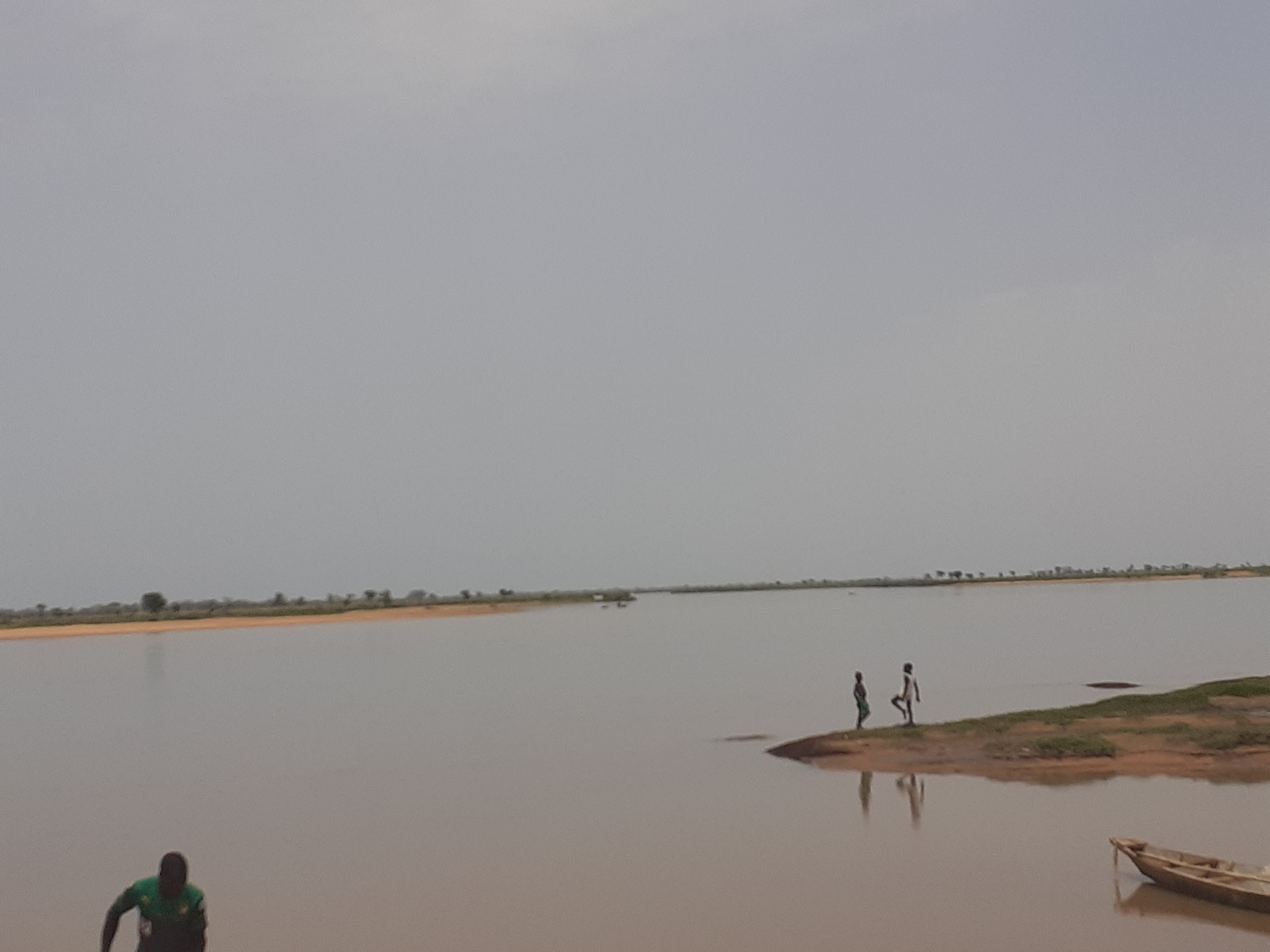
Pêcheurs dans Zébé Marao